# Idron
Idron-Ousse-Sendets – miejscowość i gmina we Francji, w regionie Nowa Akwitania, w departamencie Pireneje Atlantyckie.
Według danych na rok 1990 gminę zamieszkiwało 3888 osób, a gęstość zaludnienia wynosiła 195 osób/km² (wśród 2290 gmin Akwitanii Idron-Ousse-Sendets plasuje się na 110. miejscu pod względem liczby ludności, natomiast pod względem powierzchni na miejscu 530.).